# Barneville-sur-Seine

Barneville-sur-Seine este o comună în departamentul Eure, Franța. În 1 ianuarie 2022 avea o populație de 530 de locuitori.